# Leucothoe undulata
Leucothoe undulata is een vlokreeftensoort uit de familie van de Leucothoidae. De wetenschappelijke naam van de soort is voor het eerst geldig gepubliceerd in 2009 door White & Thomas.